# 民族與文化
《民族與文化》是歷史學家錢穆著作，主要論述民族屬性與文化傳遞的關係，以中西差異作爲比較。

## 版本
- 《民族與文化》，臺北市：蘭臺出版社，2001年 ISBN 957-04-2236-X
- 《文化學大義；民族與文化》，臺北市：聯經出版，1995年 ISBN 957-08-1409-8，為「錢賓四先生全集編輯委員會」所編《錢賓四先生全集》第37冊
- 《民族與文化》，臺北市：東大圖書公司，1989年 ISBN 957-19-0078-8 (精裝)、ISBN 957-19-0079-6 (平裝)
- 《民族與文化》，臺北市：陽明山莊，1960年